# Свонзі (Нью-Гемпшир)
Свонзі (англ. Swanzey) — місто (англ. town) в США, в окрузі Чешир штату Нью-Гемпшир. Населення — 7270 осіб (2020).

## Демографія
Згідно з переписом 2010 року, у місті мешкало 7230 осіб у 2957 домогосподарствах у складі 1978 родин. Було 3205 помешкань
Расовий склад населення:
| - 96,0 % — білих - 1,7 % — азіатів - 0,3 % — чорних або афроамериканців - 0,2 % — корінних американців |

До двох чи більше рас належало 1,4 %. Частка іспаномовних становила 1,5 % від усіх жителів.
За віковим діапазоном населення розподілялося таким чином: 20,4 % — особи молодші 18 років, 64,8 % — особи у віці 18—64 років, 14,8 % — особи у віці 65 років та старші. Медіана віку мешканця становила 43,0 року. На 100 осіб жіночої статі у місті припадало 94,8 чоловіків;  на 100 жінок у віці від 18 років та старших — 94,4 чоловіків також старших 18 років.
Середній дохід на одне домашнє господарство  становив 78 531 долар США (медіана — 57 326), а середній дохід на одну сім'ю — 87 132 долари (медіана — 64 792). Медіана доходів становила 41 648 доларів для чоловіків та 44 231 долар для жінок. За межею бідності перебувало 12,0 % осіб, у тому числі 31,2 % дітей у віці до 18 років та 2,0 % осіб у віці 65 років та старших.
Цивільне працевлаштоване населення становило 4004 особи. Основні галузі зайнятості: освіта, охорона здоров'я та соціальна допомога — 26,3 %, виробництво — 18,6 %, роздрібна торгівля — 14,0 %.